# 大坪東
大坪東（おおつぼひがし）は、宮崎県宮崎市の地名。大淀地域自治区に属している。住居表示実施地域。郵便番号は880-0934

## 地理
宮崎市の中部、大淀川の南岸の丘陵に位置する。国道269号を境に大坪西と接する。
北方を福島町2丁目、大坪町粢田、谷川3丁目、西方を花山手東、大坪西、南方を大字恒久、大坪町西六月、大坪町尾崎、東方を天満町、京塚2丁目、京塚町と接する。

## 歴史
- 1983年- 大坪町・恒久のそれぞれ一部をもって大坪西が成立。

## 世帯数と人口
2023年（令和5年）4月1日現在の世帯数と人口は以下の通りである。
| 町丁        | 世帯数  | 人口  |
| ----------- | ------- | ----- |
| 大坪東1丁目 | 265世帯 | 615人 |
| 大坪東2丁目 | 260世帯 | 559人 |
| 大坪東3丁目 | 353世帯 | 735人 |

## 小・中学校の学区
市立小・中学校に通う場合、学区は以下の通りとなる。
| 町名   | 小学校             | 中学校             |
| ------ | ------------------ | ------------------ |
| 大坪東 | 宮崎市立大淀小学校 | 宮崎市立大淀中学校 |

## 交通

### バス
宮交グループの運営するバスが営業している。

### 道路
- 国道269号
- 宮崎県道9号宮崎西環状線